# Mesoleius aulicus
Mesoleius aulicus är en stekelart som först beskrevs av Johann Ludwig Christian Gravenhorst 1829.  Mesoleius aulicus ingår i släktet Mesoleius och familjen brokparasitsteklar. Arten är reproducerande i Sverige. Utöver nominatformen finns också underarten M. a. solowiyofkae.